# Rivolta per l'impero
Rivolta per l'impero (Rebellion) è un romanzo storico di Simon Scarrow ambientato nel 61 d.C., pubblicato in Italia nell'ottobre del 2024 dalla casa editrice Newton Compton.
È il ventiduesimo romanzo della Eagles of the Empire Series con protagonisti Macrone e Catone.

## Trama

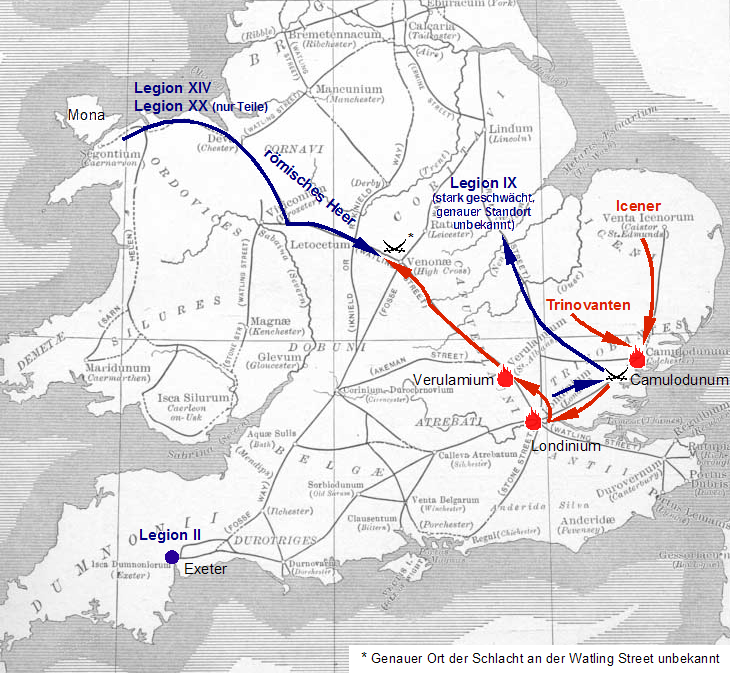
La campagna contro Budicca.

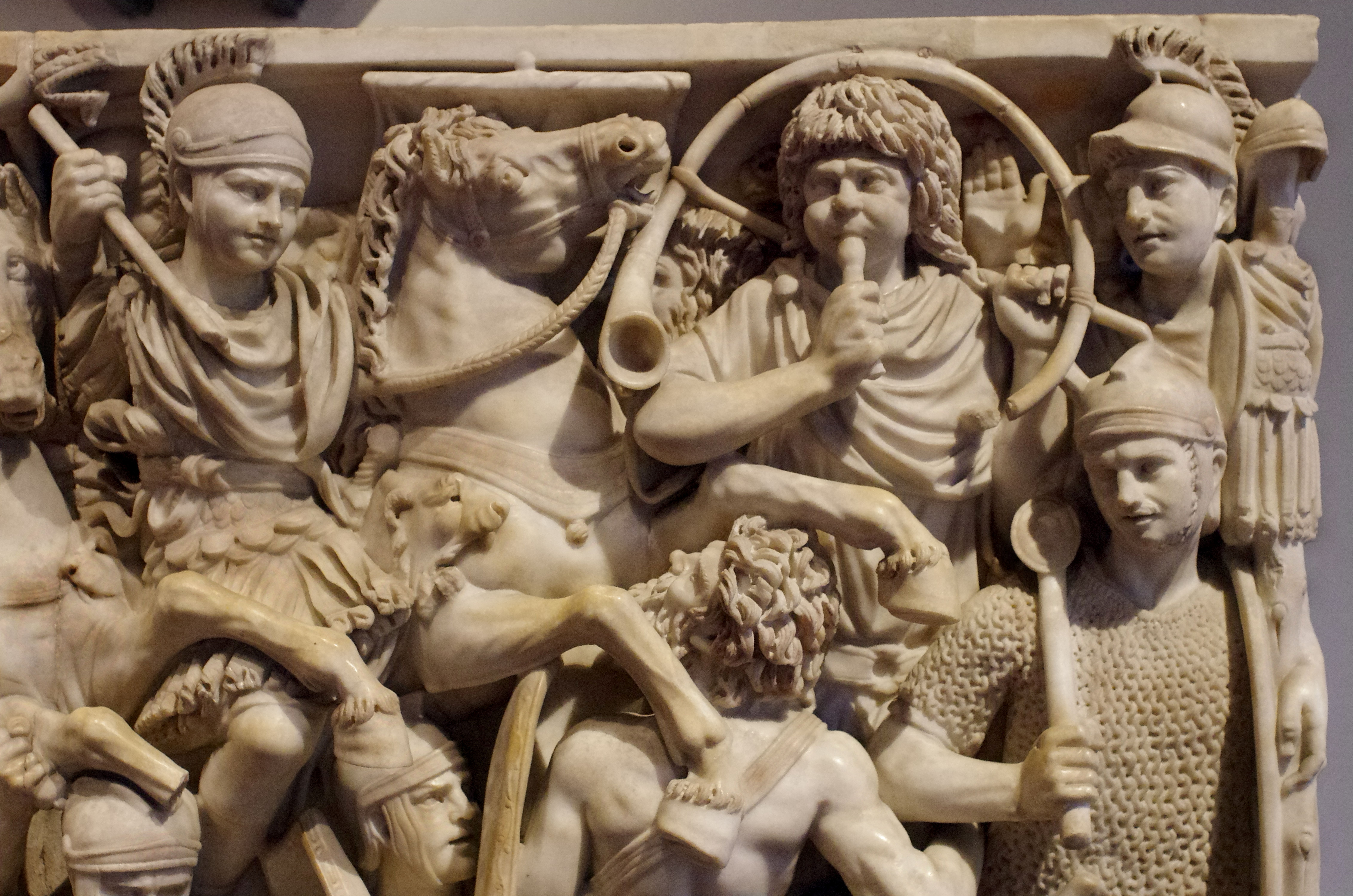
Suonatore di buccina. Lo strumento musicale viene utilizzato nelle azioni militari di Catone per trasmettere gli ordini ai reparti.

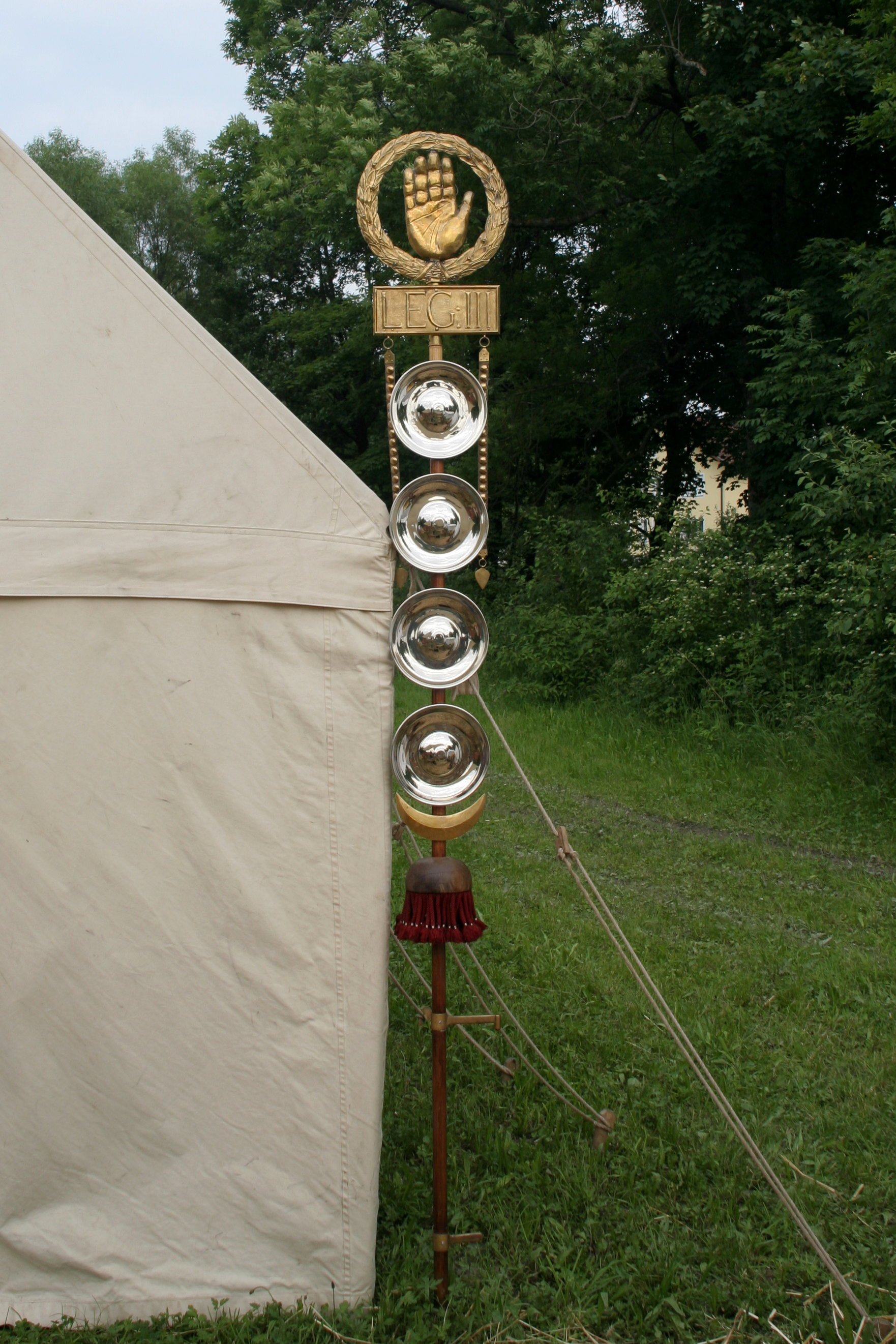
Riproduzione di un'insegna romana. La coorte di Catone aveva un'insegna sovrastata da una corona d'oro, guadagnata dopo le vittorie sull'isola di Mona.

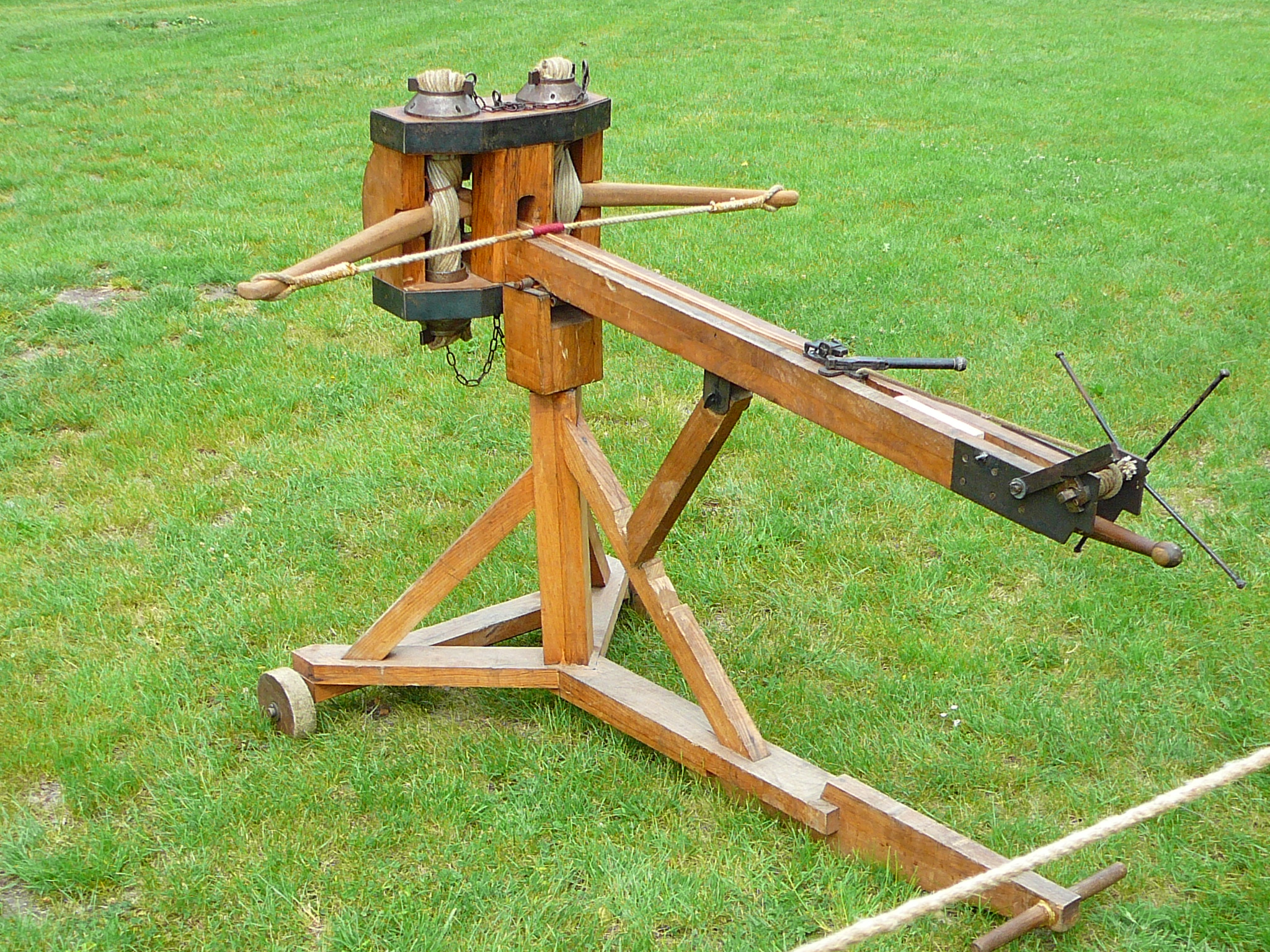
Riproduzione moderna di uno scorpione. La micidiale arma da lancio romana fu abilmente utilizzata durante lo scontro finale con Budicca.

È il 61 d.C., ottavo anno di regno dell'Imperatore Nerone. La Britannia è in tumulto: la regina Budicca ha avuto la meglio sui veterani difensori di Camulodunum e il governatore Gaio Svetonio Paolino, informato dell'accaduto, sta organizzando il suo esercito assieme al Prefetto Catone per raggiungere in tempo Londinium, prima che venga assalita dai rivoltosi.
Frattanto la Nona Legione, comandata dal Legato Quinto Petilio Ceriale e dal centurione anziano Bernardicus, si sta dirigendo velocemente verso Camulodunum per rispondere alla richiesta di aiuto inviata da Macrone. La Legione non è a ranghi completi in quanto ha ceduto i suoi reparti migliori a Svetonio per la campagna sull'isola di Mona. Proprio la scarsa preparazione e i ranghi ridotti fanno soccombere i legionari in un'imboscata abilmente organizzata dai rivoltosi di Budicca.
Per accelerare i tempi, Svetonio decide di mandare avanti la cavalleria, che in sei giorni dovrebbe poter raggiungere Londinium, mentre la fanteria che ci impiegherà circa due settimane marcerà separatamente. Il Prefetto Catone, a comando della sua coorte di cavalleria ausiliaria, scorterà Svetonio, il suo seguito e la rimanente parte di cavalleria. La destinazione intermedia è la fortezza di Canovium, dove vengono cambiati i cavalli e ristorati gli uomini, ma la mattina Catone e Svetonio si accorgono che la fortezza è stata circonda da bande di Deceangli e l'unica possibilità per non perdere troppo tempo è quella di affrontarli in campo aperto. Grazie all'astuzia di Catone la linea nemica viene sfondata e, perdendo solo circa cinquanta uomini, i romani riprendono la marcia. Giunti alla fortezza di Deva, si riorganizzano e riprendono la marcia per l'ultimo tratto che li separa da Londinium. Dopo pochi giorni incontrano un messaggero inviato dal Procuratore Cato Deciano che informa Svetonio dell'annientamento della Nona Legione e della sua partenza in barca per la Gallia.
Frattanto Macrone è rinchiuso in una cella con pochi altri prigionieri superstiti al massacro di Camulodunum. Prima di essere portati al patibolo per essere sacrificati da un druido uno alla volta tra atroci sofferenze, Budicca incontra un'ultima volta Macrone spiegandogli che le motivazioni della sua rivolta sono intese al totale annientamento dei romani sull'isola e che quindi anche lui morirà; gli rivela comunque di nutrire ancora un sentimento per lui e che la sua figlia maggiore è nata dalla loro relazione. Macrone rimane stupito da questa notizia e propone a Budicca una via d'uscita cessando la rivolta e fuggendo nel nord, ma la regina è irremovibile e di contro gli mostra sul retro della sua tenda le oltre trecento teste mozzate appartenute ai legionari della Nona Legione con tanto di insegne. I sacrifici hanno quindi inizio e dopo che i suoi compagni sono tutti uccisi tra atroci sofferenze, con un gesto inaspettato Macrone viene riportato in cella su ordine di Budicca, che gli comunica di non credere che gli stia salvando la vita, ma di prepararlo ad una morte molto più spettacolare e dolorosa: la regina sta infatti organizzando un duello con il campione degli Iceni Bellomago, e Macrone lo viene a sapere da un gruppo di bambini che, mentre lo ammirano quale prigioniero, si lasciano sfuggire i particolari della sua sorte. Macrone riprende un minimo di speranza e giunge quindi al duello preparato, e con la sua esperienza e forza atletica riesce ad uccidere il contendente; la notte stessa, durante una tempesta, riesce anche a fuggire dall'accampamento dei ribelli, proprio mentre Budicca ha delegato i druidi a scegliere il tipo di morte per il prigioniero, che sarebbe consistita nell'essere bruciato vivo.
Catone e Svetonio giungono a Londinium sorprendendosi di non essere stati preceduti dai ribelli. La città però è allo sbando con diserzioni dalla guarnigione, saccheggi e civili che si allontanano dalla città senza una meta. Il procuratore Cato Deciano viene trovato messo agli arresti, da ormai oltre dieci giorni, dal centurione Vespillo al quale aveva delegato le sue funzioni e tentato di fuggire in Gallia. Svetonio si impegna a ristabilire l'ordine in città, impone la legge marziale e ordina a Catone di ristabilire l'ordine facendo presidiare le strade. Assolti tutti i compiti appena assegnatigli, Catone si reca presso la taverna della madre di Macrone, dove felicemente ritrova, oltre alla proprietaria, la sua amante Claudia, il figlio Lucio e la moglie di Macrone Petronella; apprende però che oltre Macrone saranno periti a Camulodunum anche il figlioccio di Macrone Parvo, il cane Cassio e l'amico Apollonio.
Catone passa la notte nella locanda e all'alba deve affrontare una banda di saccheggiatori a conoscenza di un forziere pieno di argento posseduto da Porzia, e fanno dunque di tutto pur di avere la meglio. Catone e le donne riescono a mettere fuori combattimento diversi nemici, ma è solo grazie all'arrivo di una pattuglia di soldati, allertati da Lucio, che gli altri vengono messi in fuga.
Vista la situazione, con i rinforzi della Seconda Legione di cui ancora non si ha notizia, Svetonio si consulta con Catone e il tribuno Agricola e decide di rimanere a Londinium e difenderla. Deve però sapere a che distanza si trova il nemico, e ordina a Catone di percorrere la strada per Camulodunum fino a che non incontri le avanguardie o gli esploratori dei ribelli. Catone con la sua cavalleria perlustra per oltre venticinque chilometri la strada senza incontrare nessun ribelle, fino a che nota una foschia oltre la cima di una collina e risalitala i suoi sospetti divengono realtà: nella valle sottostante una massa enorme di ribelli, stimati oltre cinquantamila, si sta dirigendo nella sua direzione, e mentre sta per ritornare sui suoi passi, scorge una figura che si nasconde al limite della boscaglia ed è chiaramente inseguita da numerose pattuglie a cavallo di ribelli; decide di soccorrere il malcapitato che si rivelerà essere Macrone. I due tornano quindi precipitosamente a Londinium per dare la notizia a Svetonio, questi contemporaneamente riceve un messo dal comandante della Seconda Legione che gli riferisce di aver cambiato direzione ed essersi nuovamente acquartierato a Isca Dumnoniorum, avendo visto dei fuochi a Londinium ed aver pensato che i ribelli vi fossero già entrati. Non potendo più contare sull'aiuto della Seconda Legione, Svetonio decide di lasciare velocemente Londinium e dirigersi a Verolamium abbandonando alla loro sorte i cittadini. Prima di partire, Macrone e Catone riescono a far imbarcare Petronella, Lucio e Claudia per la Gallia mentre la madre di Macrone, in fin di vita, preferisce restare in casa. Mentre sta ultimando gli accordi con il navarca per far imbarcare i suoi, Macrone scopre che sulla stessa imbarcazione sta per salire anche Cato Deciano e, dopo un colloquio in cui gli rinfaccia la colpa di tutte le disgrazie che stanno avvenendo nella provincia, lo uccide.
Partiti alla volta di Verolamium, gli uomini di Catone e Svetonio hanno appena il tempo di rifocillarsi presso la villa di Caio Itezio, un ex centurione veterano della Nona Legione, che si accorgono di essere braccati dai ribelli; all'alba proseguono quindi per Verulamium a marce forzate. Presso l'abitazione di Itezio, Macrone ha modo di indossare nuovamente armi e corazze da centurione che gli vengono regalate dal veterano, che inoltre chiede e ottiene di potersi unire al gruppo. Giunti a Verulamium, Svetonio rinuncia da subito all'idea di difendere la città in quanto i ribelli non solo li stanno ancora inseguendo ma sono molte migliaia. Mentre provano a lasciare la città, l'assalto dei ribelli arriva veloce e inaspettato e Catone e Svetonio riescono a sfuggire ma a costo della perdita di circa la metà degli effettivi. Dopo un'intera giornata in fuga dai ribelli riescono a raggiungere il grosso delle due legioni che stanno arrivando da Deva, e viene allestito un campo. Durante la riunione dello stato maggiore in cui Svetonio comincia a delineare le mosse future, Catone consiglia di dare battaglia ai ribelli in una gola che aveva notato in precedenza, durante la marcia da Deva, dove l'esercito romano avrebbe avuto una serie di vantaggi rispetto a quello di Budicca. La scelta del posto viene accettata da Svetonio e si cominciano a stabilire le tattiche che verranno utilizzate una volta sul posto.
La mattina seguente, i due eserciti cominciano a fronteggiarsi: le prime cariche dei britanni vengono respinte con immani perdite da parte di quest'ultimi anche grazie al massiccio utilizzo da parte dei romani degli scorpioni, con i loro dardi micidiali. Anche la carica con centinaia di carri viene annullata grazie all'intervento della cavalleria e alla prontezza di Catone che ne dirige gli assalti. L'ultima carica con decine di migliaia del grosso dell'esercito dei ribelli si infrange contro i disciplinatissimi legionari della fanteria pesante, che sotto l'abile guida di Svetonio cominciano loro stessi a caricare e trasformare i guerrieri britanni in una massa scomposta in fuga che una volta raggiunti i carri, dove vi erano le loro donne e bambini, vi rimangono imprigionati. I romani procedono ad un massacro vendicativo e serrato con pochissimi che riescono a darsi alla fuga.
Cinque giorni dopo, con Budicca o il suo corpo che non vengono ritrovati sul campo di battaglia, Svetonio da inizio ad un rastrellamento in tutta la provincia per eliminare tutti i ribelli residui. Affida a Catone e Macrone il comando delle coorti che dovranno perlustrare il territorio degli Iceni, radendo al suolo qualsiasi cosa e riportargli Budicca viva o morta.

## Personaggi
- Macrone: Eroico centurione della Guardia Pretoriana in congedo.
- Catone: Prefetto dell'esercito romano. Comandante dell'Ottava Coorte ausiliaria illirica.
- Nerone: Imperatore Romano dal 54 d.C.
- Gaio Svetonio Paolino: Governatore della Britannia.
- Licinia Petronella: Moglie di Macrone.
- Porzia: Madre di Macrone.
- Lucio Licinio: Figlio di Catone e della defunta Giulia.
- Claudia Atte: Amante di Catone ed ex concubina di Nerone.
- Trebonio: Servo del Prefetto Catone.
- Denubio: Servitore e tuttofare di Porzia.
- Cato Deciano: Procuratore della Britannia.
- Vespillo: Centurione, comandante ad interim della guarnigione di Londinium.
- Labinus: Optio della guarnigione di Londinium.
- Rutilio: Optio al servizio del Procuratore Cato Deciano.
- Bernardicus: Centurione Pimus Pilus, della Prima Coorte della Nona Legione.
- Quinto Petilio Ceriale: Legato della Nona Legione.
- Timandrus: Centurione della Nona Legione
- Severus: Optio della Prima Coorte della Nona Legione.
- Cestio Calpurnio: Legato della Ventesima Legione.
- Poenius Postumus: Prefetto di campo della Seconda Legione.
- Trasillo: Prefetto dell'esercito romano. Comandante della Decima Coorte ausiliaria gallica.
- Tubero: Centurione, comandante del contingente di cavalleria dell'Ottava Coorte.
- Galerio: Centurione anziano della fanteria dell'Ottava Coorte Illirica.

- Flacco: Centurione anziano dell'Ottava Coorte Illirica.
- Quadrillo: Prefetto dell'esercito romano. Comandante della Quinta Coorte Hispanica di cavalleria.
- Caio Itezio: Ex Centurione veterano della Nona Legione. Proprietario di una villa a Sulloniacis.
- Gneo Giulio Agricola: Tribuno al seguito del governatore Svetonio.
- Phrygenus: Chirurgo dell'Ottava Coorte.
- Raminus: Centurione, comandante della guarnigione di Canovium.
- Faustinus: Legionario disertore
- Germinellus: Veterano superstite di Camulodunum.
- Publio Batilio: Veterano superstite di Camulodunum.
- Maecius Grahmius: Capo della gilda dei mercanti di Londinium.
- Kephosullinus: Mercante di Londinium.
- Albacus: Membro della banda di saccheggiatori di Londinium.
- Fesculus: Membro della banda di saccheggiatori di Londinium.
- Tifernus: Legionario Ausiliario dell'Ottava Coorte Illirica.
- Pallinus: Navarca.
- Boudicca: Moglie di Prasutago e nuova regina degli Iceni alla morte del consorte.
- Bardea: Figlia maggiore di Budicca.
- Merida: Figlia minore di Budicca.
- Sifodubno: Nobile degli Iceni, cugino di Budicca.
- Bellomago: Campione della tribù degli Iceni.
- Taconala: Bambino Iceno.
- Cardella: Bambina Icena.
- Tongdubno: Guerriero Iceno.

## Ambientazione
| Anno    | Età Macrone | Età Catone | Ambientazione |
| ------- | ----------- | ---------- | ------------- |
| 61 d.C. | 53 anni     | 36 anni    |               |

## Edizioni
- Simon Scarrow, Rivolta per l'impero, traduzione di Francesca Gazzaniga, collana Nuova Narrativa Newton, Newton Compton, 8 ottobre 2024,  p. 352, ISBN 978-88-227-8856-6.

## Analisi
Rivolta per l'impero è l'undicemo romanzo della serie Eagles of the Empire ad essere ambientato in Britannia.
È l'ottavo romanzo, consecutivo, in cui compare il personaggio di Licinia Petronella, moglie di Macrone ed ex balia del figlio di Catone.
È il quinto romanzo in cui compare il personaggio di Porzia, la madre di Macrone. Le precedenti apparizioni risalgono ai romanzi La profezia dell'aquila, Il sangue dell'impero, Per l'onore di Roma e Nel nome di Roma.
È il quinto romanzo in cui compare il personaggio di Boudicca. Le precedenti apparizioni risalgono ai romanzi La spada di Roma, Il sangue dell'impero, Per l'onore di Roma e Nel nome di Roma.
È il quarto romanzo, consecutivo, in cui compare il personaggio di Claudia Atte ex amante di Nerone divenuta compagna di Catone. Le precedenti apparizioni risalgono ai romanzi Impero senza confini, Per l'onore di Roma e Nel nome di Roma.
Cato Deciano era nel 57 d.C. il consigliere di Scurra, governatore della Sardegna. Catone lo incontra la prima volta nel romanzo Impero senza confini.